# 8cm ロケット発射器
8cm (多連装)ロケット発射器(8-cm-Raketen-Vielfachwerfer)とは第二次世界大戦中にナチス・ドイツの武装親衛隊が使用した、 8cm ロケット榴弾(8-cm-Raketen-Sprenggranate)を運用するロケット砲である。ここではロケット弾とその発射器の双方について解説する。

## ロケット弾についての概略
ソ連侵攻後ほどなくして、ドイツ国防軍はソ連赤軍のBM-8/BM-13カチューシャロケット砲の攻撃を受けて深刻な損害を被った。すぐにこの有効な兵器をコピー生産すべしとの提案がなされたが、当時のドイツには軍が必要とするだけの量を生産するための工業力の余裕がほとんど残されていなかった。
しかしこの現実的な問題も提案の積極的な推進者である武装親衛隊の考えを改めさせることはできず、結果として8cm ロケット榴弾(8-cm-Raketen-Sprenggranate)とその発射器である8cm (多連装)ロケット発射器(8-cm-Raketen-Vielfachwerfer)が採用・生産されて、武装親衛隊師団に対して配備されることとなった。
導入に際して武装親衛隊側による強引な主導があったために、配備されるまでにドイツ国防軍との間で政治的諍いも発生している。
ロケット弾はドイツ軍用のものにしては珍しく翼安定方式（尾部の小翼により方向を安定させる）が採用され、推進薬には高価で資材が欠乏傾向にあったダブルベース薬を廃してコルダイトが選ばれた。
一番の特徴は信管にあった。着発信管の打撃部と起爆部の間には低温融解性軟金属でできた安全リングがはめられており、ロケット弾の発射後にロケットモーターの熱がこれに伝わって融けることで安全機構が解除されるという独特なものであった。

### 諸元
「8cm　ロケット榴弾　（8-cm-Raketen-Sprenggranate）」
- 全長 : 724mm　（28.5インチ）
- 胴部直径 : 78mm　（3.07インチ）
- 重量 : 6.9kg　（15.19ポンド）
- 弾頭炸薬重量 : 0.608kg （1.34ポンド）
- 推進薬重量 : 1,965kg （4.328ポンド）
- 初速 : 290m/sec　（950フィート/sec）
- 最大射程 : 5300m　（5798ヤード）

## 発射器についての概略
8cm ロケット弾は翼安定方式を採用したために非常に簡易な構造の発射器ですむという利点があり、いくつかの発射器が製作されたらしいのだが、生産量自体が少なく配備も武装親衛隊に限られていたためにその記録はほとんど残されていない。
現在までに知られているものの一つは「被筒Mantelrohr」と呼ばれる発射器で、単装の発射器であったことは判明しているのだが諸元や図版が残されていない。
もう一つが24連装の 8cm (多連装)ロケット発射器(8-cm-Raketen-Vielfachwerfer)である。金属製のレール式発射器で、フランス軍より接収したソミュア社製のMCG/MCLハーフトラックに搭載されたが、その他の車両が使用された事例もある。
ここでは8cm (多連装)ロケット発射器の諸元を掲載する。

### 諸元
「8cm (多連装)ロケット発射器 (8-cm-Raketen-Vielfachwerfer)」
- 戦闘時重量 : 　6,853kg（15,111ポンド：ソミュア・ハーフトラックと2斉射分の弾薬の重量含む）
- 仰角 : 0°〜37°
- 左右角 : 360°（発射器基部の旋回による全周）

同じソミュア社製のMCG/MCLハーフトラックをベースとした改造車両で搭載兵器にも類似点があるため、時として自走迫撃砲S307(f)と混同される場合があるがこれらは別の兵器である。8cm ロケット砲がレール式の旋回可能な24連装発射器であるのに対して、S307(f)は81.4mmの迫撃砲身を8列×2段の16連装に組み合わせたものであり仰俯角の調整はできるが、これらは車体後部に前向き固定されているために左右角の調整はできない。

## 参考資料
- Peter Chamberlain , Terry Gander 『WW2 Fact Files,Mortars and Rockets』 （1975）Arco Publishing Company,Inc. ISBN 0668038179
- グラフィックアクション編集部『Green arrow WW2　ドイツ軍歩兵兵器大百科』(2000) 株式会社グリーンアロー出版社 ISBN 4766333187